# Ivan Lemgruber
Ivan Lemgruber (Rio de Janeiro, 24 de novembro de 1932 – 3 de maio de 2006) foi um médico brasileiro.
Foi eleito membro da Academia Nacional de Medicina em 1981, ocupando a cadeira 34, que tem Marcos Bezerra Cavalcanti como patrono.